# Rébellion touarègue de 2007-2009
Pour les articles homonymes, voir Rébellion touarègue.
Rébellions touarègues
Batailles
- Tinzawatène
- Tezerzaït (1er)
- Abeïbara
- Tezerzaït (2e)
- Nampala
- Toulousimine

La rébellion touarègue est un conflit armé qui a opposé les Touaregs aux gouvernements du Mali et du Niger. Elle s'est terminée par un cessez-le-feu, signé en octobre 2009.

## Contexte historique: les «rébellions touarègues»
Ce conflit s'inscrit dans une suite d'insurrections généralement baptisées « rebellions touarègues », qui opposent certains membres du peuples touareg aux gouvernements du Mali et du Niger.
Depuis 1916, on compte plusieurs conflits principaux :
- La rébellion touarègue de 1916-1917 au Niger.
- La rébellion touarègue de 1962-1964 au Mali, généralement appelé « première rébellion touareg », qui fut très durement réprimée par l'armée malienne. Le mouvement fut également très affaibli par les sécheresses des années 1970.
- La rébellion touarègue de 1990-1996 au Mali et au Niger. Elle débuta en 1990, deux ans après la création du Mouvement populaire de libération de l'Azawad. Au Mali, une première période de conflit (octobre-décembre 1990) aboutit à la signature des accords de Tamanrasset en 1991 et du Pacte national en 1992[6], mais qui ne marqua pas la fin définitive des hostilités. Des conflits réapparurent en 1994-1995 et la paix fut finalement scellée le 27 mars 1996 à Tombouctou lors de la cérémonie de la Flamme de la Paix, durant laquelle les rebelles touaregs brûlèrent 3 000 armes utilisées durant la rébellion.
- La rébellion touarègue de 2006 au Mali, aboutissant aux accords d'Alger (signés le 4 juillet 2006).
- La rébellion touarègue de 2012 au Mali.

## La rébellion de 2007
Elle dure presque trois ans (de février 2007 jusqu'en octobre 2009).
Les principaux mouvements touaregs lors de cette rébellion sont :
- le Mouvement des Nigériens pour la justice ;
- l'Alliance démocratique du 23 mai pour le changement ;
- l'Alliance Touareg Niger-Mali

L'attaque de la caserne d'Iférouane dans le nord du Niger, le 7 février 2007, où trois soldats nigériens trouvent la mort, marque le début de la rébellion touarègue,. En avril, le Mouvement des Nigériens pour la justice (MNJ) est fondé, avec à sa tête Aghali Alambo et avec pour revendication un meilleur bénéfice des richesses locales pour les populations des régions du Nord. Selon Jeune Afrique : « Une première insurrection avait éclaté en 1990 et débouché, cinq ans plus tard, sur des accords de paix. Ceux-ci prévoyaient une large autonomie de gestion des zones touarègues et la reconversion socioéconomique des rebelles. Le vote à l’Assemblée nationale, en 2006, d’une loi allouant 15 % des redevances générées par les sociétés minières aux collectivités locales où est extrait l’uranium, et l’adoption d’un programme de démobilisation et de réintégration des ex-combattants n’ont pas suffi au mouvement, qui réclame l’application intégrale des accords de 1995 ».
Le 2 juin, trois vieillards sont arrêtés puis tués par l'armée, provoquant une forte indignation dans le Nord. Le 17 juin, les rebelles font une incursion dans l'aéroport d'Agadez,. Le 22 juin, la base de Tezerzaït, au pied du mont Tamgak, le fief des insurgés est prise par le MNJ : 15 soldats sont tués et 72 autres faits prisonniers. Le 2 juillet, le président nigérien Mamadou Tandja, rejette les demandes de négociations du MNJ et ordonne le déploiement de 4 000 hommes dans la région d'Agadez. Cependant les rebelles poursuivent leurs attaques : à Gougaram le 23 juillet (31 morts) et le 21 août 2007 (10 morts), à Tchirozerine le 9 août 2007, à Agharous le 6 septembre 2007 (6 soldats nigériens faits prisonniers), à Tanout le 21 janvier 2008, à Bani Bangou le 18 mars 2008 et encore à Gougaram dans la nuit du 29 au 30 mars 2008 (5 à 10 soldats nigériens tués),.
En février 2007, des affrontements opposent rebelles touaregs et djihadistes d'AQMI à Tinzawatène, au Mali.
Au Mali, les rebelles d'Ibrahim Ag Bahanga mènent leur première attaque à Tinzawatène le 11 mai 2007, où deux soldats maliens et huit assaillants sont tués. Les 26 et 27 août 2007, les hommes d'Ibrahim Ag Bahanga capturent une quarantaine de militaires maliens. Neuf d'entre eux sont rapidement relâchés et trois s'évadent. Ag Bahanga attaque Abeïbara le 21 mai 2008, puis Nampala le 20 décembre, mais il est à chaque fois repoussé,. Le gouvernement de Bamako réagit en envoyant contre les rebelles les milices touarègues et arabes des colonels Ag Gamou, Ould Bou et Ould Meydou aux côtés de l'armée malienne. Les opérations sont dirigées par le chef d'état-major général des armées maliennes, le général Gabriel Poudiougou, mais il laisse une grande liberté opérative aux échelons tactiques inter-armes (ETIA), des groupements tactiques de la taille d'une compagnie intégrant notamment les miliciens locaux. La milice Ganda Izo sera également créée pendant le conflit pour combattre les Touaregs.
Le 4 janvier 2009, le lieutenant-colonel Hassan Ag Fagaga, dépose les armes avec 300 combattants de l'ADC. 
Le 19 janvier 2009, la principale base rebelle d'Ibrahim Ag Bahanga, située à Tinsalak, est détruite par l'armée malienne. Trois jours plus tard, Ag Bahanga est battu au combat de Toulousimine. Puis en février, il s'enfuit en Libye
Le 7 octobre 2009, des accords de paix sont signés entre les différents groupes rebelles et les gouvernements nigérien et malien.
En 2009, Brigi Rafini, un Touareg, député et maire d'Iférouane dans l'Aïr, critique la rébellion touarègue. Après l'élection de Mahamadou Issoufou à la présidence de la république en avril 2011, ce dernier nomme Rafini au poste de Premier ministre. Sa nomination est interprétée comme un geste du président Issoufou à l'égard des Touaregs, qui protestent depuis de longues années (y compris par des rébellions armées) contre leur manque de représentation politique au niveau national.